# Glossogobius celebius
Glossogobius celebius är en fiskart som först beskrevs av Valenciennes, 1837.  Glossogobius celebius ingår i släktet Glossogobius och familjen smörbultsfiskar. IUCN kategoriserar arten globalt som otillräckligt studerad. Inga underarter finns listade i Catalogue of Life.